# 金山地下街
金山地下街（かなやまちかがい）とは、愛知県名古屋市中区にある日本の地下街。運営は名古屋交通開発機構。

## 概要
名古屋市営地下鉄名城線・名港線 金山駅の駅構内に開設された地下街。地下鉄金山駅の中改札と北改札の間に位置する。
南改札口の前のJR・名鉄金山駅に繋がるエスカレーターにあるファミリーマートやヴィ・ド・フランスなどは金山駅北口ビルLoop金山の地下部分で、同じ名古屋市交通局系列の商業施設であるが、金山地下街には含まれていない。

## テナント
- コンパル
- 白洋舍
- 名駅チケット
- オレンジハート
- フットセラピー
- ひだまりこころクリニック（精神科・心療内科）

## その他
隣接するアスナル金山、日本特殊陶業市民会館、JR・名鉄金山駅とも連絡している。
所在地は愛知県名古屋市中区金山1-13-1